# Curtiss HS
El Curtiss HS fue un hidrocanoa de patrulla monomotor construido para la Armada de los Estados Unidos durante la Primera Guerra Mundial. Se construyeron grandes cantidades de 1917 a 1919, siendo usado el modelo para realizar patrullas antisubmarinos desde bases en Francia, a partir de junio de 1918. Permaneció en uso con la Armada estadounidense hasta 1928, y también fue usado ampliamente como avión civil de pasajeros y utilitario. Retrospectivamente, Curtiss designó este tipo como Model 8.

## Diseño y desarrollo

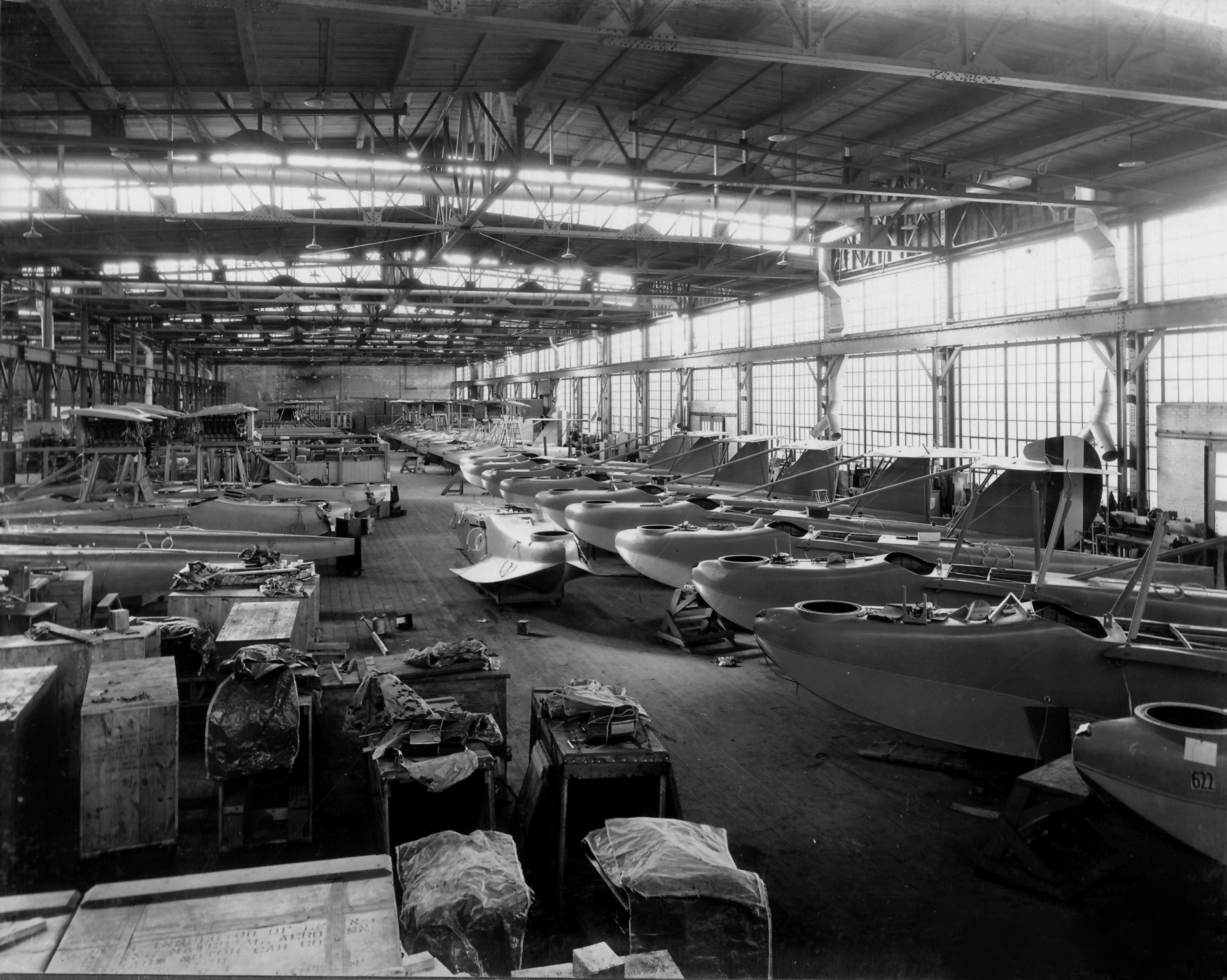
Producción de HS-1 en Curtiss, en 1917-1918.

A finales de 1916, la Curtiss Aeroplane Company produjo un nuevo hidrocanoa bimotor, que era más pequeño que el Curtiss H-12 que ya se estaba construyendo para el Real Servicio Aéreo Naval británico y el anterior Curtiss H-4, dándosele al mismo la designación de fábrica Model H-14, aunque su diseño no tenía relación con las anteriores variantes del Model H. El H-14 era un biplano convencional de envergaduras desiguales y alas sin decalaje, propulsado por dos motores propulsores Curtiss OXX de 75 kW (100 hp), montados entre las alas. El Ejército de los Estados Unidos emitió una orden por 16 aparatos antes de que volara el prototipo, pero el mismo resultó decepcionante y el Ejército estadounidense canceló su orden de H-14.
El prototipo fue convertido en una aeronave monomotor, propulsada por un Curtiss V-X-X de 149 kW (200 hp), también en configuración propulsora, durante 1917, siendo redesignado como Curtiss HS-1 (por H model with single engine, modelo H con un solo motor). El prototipo fue remotorizado para ser usado como bancada para el nuevo motor Liberty 12, convirtiéndose en el HS-1L, volando de esta forma en 21 de octubre de 1917.
Aunque el motor V-X-X de Curtis demostró ser inadecuado, como se vio en sus primos mayores Model H, el Liberty se mostró más fiable, y la Armada estadounidense emitió grandes órdenes de HS-1L. El HS-1 estaba armado con dos cargas de profundidad de 80 kg, pero se descubrió que estas bombas eran demasiado pequeñas. Para poder llevar bombas más potentes de 100 kg, Curtiss produjo una versión de envergadura aumentada, el HS-2, con la misma alargada en 3,66 m (12 pies) y con un juego adicional de soportes interalares, que hicieron que las alas fueran de cuatro vanos, en lugar de las de tres vanos del HS-1L. De nuevo, Curtiss especificó uno de sus propios motores, y, de nuevo, la Armada lo sustituyó por el Liberty en el definitivo HS-2L.
El HS-3 fue una versión mejorada con un nuevo casco más ancho y de lados rectos, que eliminaba los típicos equilibradores de Curtiss. El final de la guerra trajo el fin de los planes de producir en masa esta versión, siendo construidos solo seis aparatos.
Los HS-1L y -2L fueron construidos en grandes cantidades: 675 por Curtiss misma, y casi los mismos por varios contratistas que incluyen a L-W-F (250), Standard (80), Gallaudet Aircraft Company (60), Boeing (25) y Loughead (2). Otros 25 ejemplares fueron ensamblados por la Armada estadounidense con piezas de repuesto, en la posguerra.

## Historia operacional

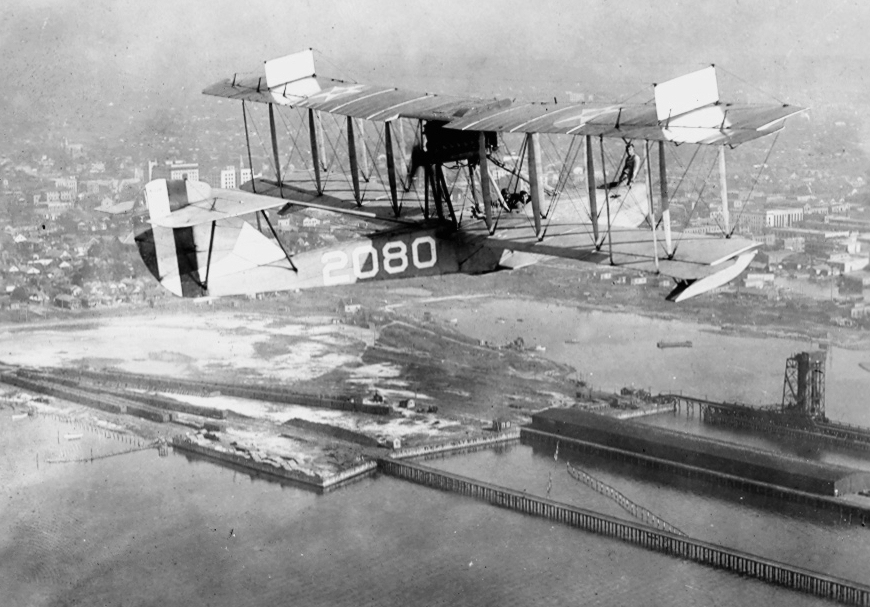
Un HS-2L sobrePensacola (Florida) en los años 20.

El HS-1L comenzó a entrar en servicio a principios de 1918, volando patrullas antisubmarinos desde una serie de Estaciones Aeronavales en la Costa Este de los Estados Unidos, y desde la Zona del Canal de Panamá. Dos HS-1L que operaban desde Chatham, Massachusetts, realizaron el único ataque confirmado a un submarino alemán en aguas estadounidenses, el 21 de julio de 1918, pero no tuvieron éxito, no explosionando las bombas y escapando el submarino. Desde agosto de 1918, para compensar la falta de aviones de patrulla de Canadá, los HS de la Armada estadounidense operaron desde dos bases en Nueva Escocia. Doce HS-2L fueron donados a Canadá al final de la guerra.
También fueron usadas grandes cantidades de hidrocanoas HS por las fuerzas de la Armada estadounidense en Francia, comenzando las entregas el 24 de mayo de 1918, volando sus primeras patrullas el 13 de junio. Alrededor de 160 HS-1L y -2L fueron desplegados en Francia. Tras el Armisticio, los hidrocanoas HS basados en Europa fueron desguazados, excepto cuatro aviones en las Azores, que fueron adquiridos por Portugal, mientras que el Servicio Aéreo Naval estadounidense se redujo considerablemente, cerrando muchas Estaciones Aeronavales, lo que resultó en que grandes cantidades de hidrocanoas HS se declarasen excedentes y estuvieran disponibles por 200 a 500 dólares sin motores. Los HS-2L continuaron en uso con la Armada estadounidense como aviones de patrulla y entrenadores hasta 1928.
Tras el Armisticio, once HS pasaron al servicio de la Guardia Costera estadounidense, permaneciendo en servicio hasta 1926. Hasta 83 hidrocanoas HS fueron usados por el Servicio Aéreo del Ejército de los Estados Unidos en tareas de comunicaciones y reconocimiento desde bases de ultramar, aunque nunca recibieron números de serie del Ejército estadounidense.
Los HS excedentes también fueron ampliamente exportados. Entre los operadores militares estuvo Brasil, que recibió seis aviones en 1918. Dos HS-2L fueron usados para intentar bombardear a los rebeldes del Forte de Copacabana durante las revueltas tenentistas de 1922. Muchos fueron usados en Canadá como el primer avión de áreas remotas (bush plane). Uno sobrevive en el Canada Aviation Museum en Ottawa, tras ser rescatado de un lago de Quebec.

## Variantes

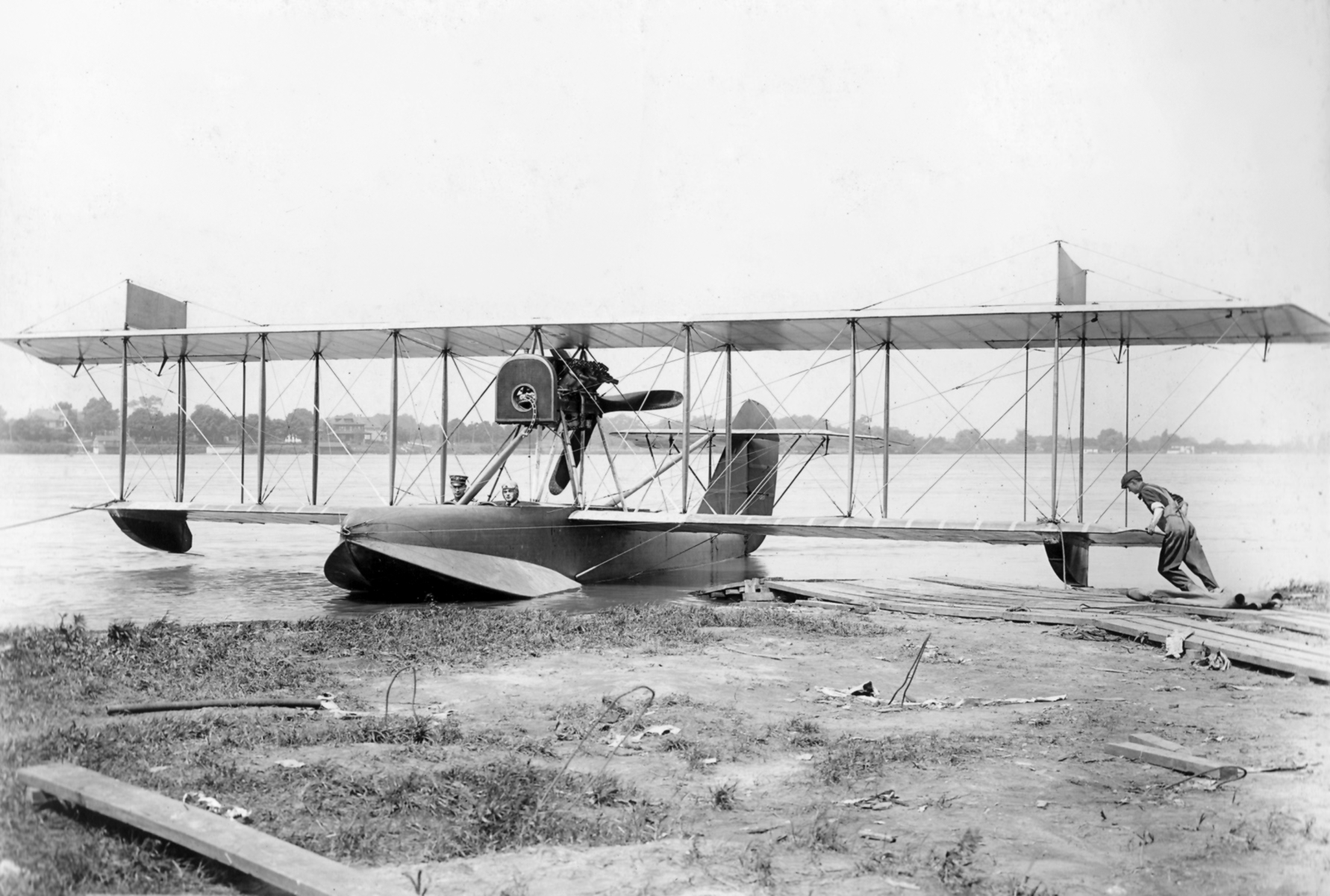
Un HS-1 en 1917.

Model H-14
Designación inicial dada al prototipo con dos motores Curtiss OXX, uno construido.
HS-1
Prototipo H-14 modificado con un motor Curtiss.
HS-1L
Versión de producción temprana del HS-1 con motor Liberty y alas de envergadura corta (18,92 m).
HS-2
Versión de envergadura alargada con motor Curtiss.
HS-2L
Versión de producción definitiva con motor Liberty y alas de envergadura larga (22,58 m).
HS-3
Versión mejorada del HS-2L, con nuevo casco más ancho y empenaje mayor. Solo se construyeron seis ejemplares.
HS-3L
Versión modificada canadiense del HS-2L con alas modificadas (perfil Clark Y). Al menos, tres convertidos.

## Operadores
Argentina
- Aviación Naval (Argentina)[18]

 Brasil
- Aviación Naval Brasileña: adquirió seis HS-2L en julio de 1918.[18]

 Canadá
- Canadian Air Board: adquirió HS-2L de la Armada estadounidense tras el cierre de la Naval Air Station Halifax
- Fuerza Aérea Canadiense: obtuvo 30 HS-2L.[19]

 Estados Unidos
- Servicio Aéreo del Ejército de los Estados Unidos
- Guardia Costera de los Estados Unidos
- Cuerpo de Marines de los Estados Unidos
- Armada de los Estados Unidos

 México
- Fuerza Aérea Mexicana[18]

 Perú
- Marina de Guerra del Perú: recibió al menos tres HS-2L en 1920, permaneciendo en servicio hasta 1926.[18]

 Portugal
- Aviación Naval Portuguesa: se encargó de cuatro HS ex Armada estadounidense en las Azores tras el final de la Primera Guerra Mundial, usándolos para entrenamiento.[12]

## Especificaciones (HS-2L)
Referencia datos: Curtiss Aircraft 1907–1947

### Características generales
- Tripulación: Dos o tres
- Longitud: 11,89 m
- Envergadura: 22,58 m
- Altura: 4,45 m
- Superficie alar: 74,6 m2
- Perfil alar: RAF 6[20]
- Peso vacío: 1950 kg
- Peso cargado: 2918 kg
- Planta motriz: 1× motor lineal V-12 refrigerado por agua Liberty L-12.
  - Potencia: 270 kW (360 hp)
- Hélices: Propulsora de cuatro palas de paso fijo

### Rendimiento
- Velocidad máxima operativa (Vno): 132,8 km/h
- Alcance: 832 km[21] (4 h 30 min)
- Techo de vuelo: 1600 m (5200 pies)
- Tiempo a altitud: 10 min a 700 m (2300 pies)

### Armamento
- Ametralladoras: 

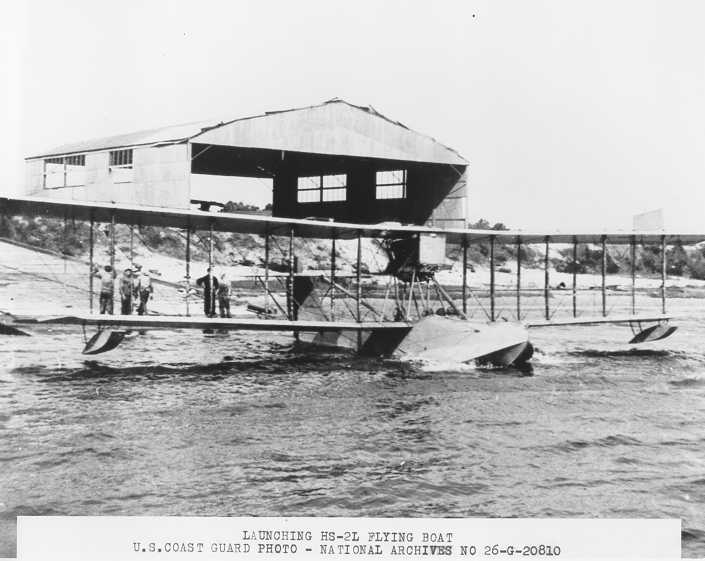
Botadura de un HS-2L en la U.S. Coast Guard Air Station Morehead City, Carolina del Norte. Fecha desconocida.

  - 1x Lewis de 7,62 mm en montaje flexible
- Bombas: 

  - 2 de 100 kg (o 2 cargas de profundidad del mismo peso) llevadas bajo las alas

### Desarrollos relacionados
- Naval Aircraft Factory PT

### Aeronaves similares
- Gallaudet D-4

### Secuencias de designación
- Secuencia Alfabética (interna de Curtiss): ← F - FL - GS - H/HS - HA - J - K →
- Secuencia Numérica (interna de Curtiss): ← 5 - 6 - 7 - 8 - 9 - 10 - 11 →

### Listas relacionadas
- Anexo:Aeronaves militares de los Estados Unidos (navales)